# Rafael von Uslar
Rafael von Uslar (* 15. November 1908 in Kyritz; † 10. Juni 2003 in Mainz) war ein deutscher Prähistoriker und Professor für Vor- und Frühgeschichte in Mainz.

## Leben

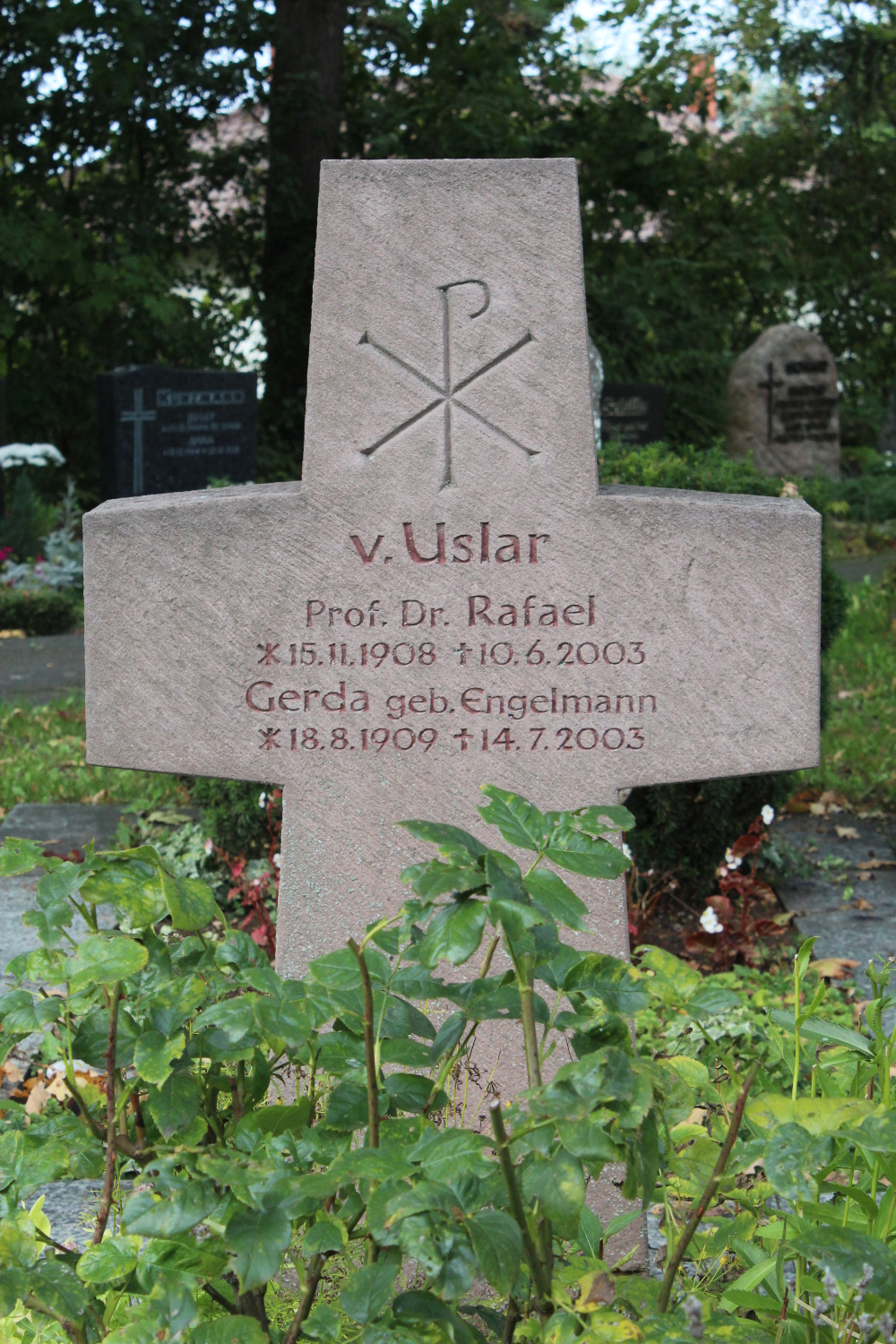
Grab von Rafael und Gerda von Uslar auf dem Friedhof Mainz-Hechtsheim

Seine Mutter war Emmy von Uslar († 1978), geborene von Wilke, sein Vater der Landrat Adolf von Uslar. Das Gymnasium besuchte Rafael von Uslar in Kassel und Warburg/Westf. Das Studium von 1926 bis 1932 (zunächst Rechtswissenschaften, später Vor- und Frühgeschichte, Geologie, Kunst- und Kulturgeschichte) in Kiel, Göttingen, Marburg, München und Wien schloss er mit einer Dissertation über Die germanische Keramik in Mittel- und Westdeutschland bei Gero von Merhart in Marburg ab. Ab demselben Jahr arbeitete er als wissenschaftliche Hilfskraft bei der Römisch-Germanischen Kommission in Frankfurt am Main, anschließend von 1935 bis 1960 am Rheinischen Landesmuseum in Bonn. Unterbrochen durch den Kriegsdienst arbeitete er dort, zuletzt als Abteilungsdirektor (Obermuseumsrat) unter Kurt Böhner. Von 1960 bis zu seiner Emeritierung 1975 war er Professor für Ur- und Frühgeschichte an der Universität Mainz, bis 1962 als Extraordinarius, dann als ordentlicher Professor und Institutsdirektor.
Neben seinen Arbeiten zur römischen Kaiserzeit in Germanien sind insbesondere seine Studien zu frühgeschichtlichen Befestigungsanlagen hervorzuheben. Von Uslar war ordentliches Mitglied des Deutschen Archäologischen Instituts und Ehrenmitglied des Vereins von Altertumsfreunden im Rheinlande.
Rafael von Uslar war evangelisch. Er heiratete 1936 Gerda Engelmann (1909–2003) und hatte zwei Kinder (Gesine und Werner).

## Publikationen (Auswahl)
- Westgermanische Bodenfunde des ersten bis dritten Jahrhunderts nach Christus aus Mittel- und Westdeutschland (= Germanische Denkmäler der Frühzeit. Band 3). Berlin 1938.
- Archäologische Fundgruppen und germanische Stammesgebiete vornehmlich aus der Zeit um Christi Geburt. In: Historisches Jahrbuch 71. 1952, S. 1–36.
- mit A. Marschall und Karl Josef Narr: Die vor- und frühgeschichtliche Besiedlung des Bergischen Landes. 1954.
- Über den Nutzen spekulativer Betrachtungen vorgeschichtlicher Funde. In: Jahrbuch des RGZM. 2, 1955, S. 1–20.
- Zu archäologischen Karten. In: Germania. Band 33, 1955, S. 1 ff.
- Eiszeitmenschen am Rhein. 1957.
- Studien zu frühgeschichtlichen Befestigungen zwischen Nordsee und Alpen (= Bonner Jahrbücher. Beiheft 11). Köln 1964.
- Germanische Sachkultur in den ersten Jahrhunderten nach Christus. 1975.
- Vorgeschichtliche Fundkarten der Alpen (= Römisch-Germanische Forschungen Band 48). Mainz 1991.